# 米兰主教座堂
米兰主教座堂（義大利語：Duomo di Milano；倫巴底語：Domm de Milan），俗稱米蘭大教堂，位于意大利倫巴底大區米兰市中心的大教堂广场，是天主教米蘭總教區的主教座堂。它從始建到建成共花費了近六個世紀，是意大利最大的教堂（梵蒂岡不屬於義大利，聖伯多祿大殿最大）、和歐洲第二大及世界第三大教堂。

## 历史
米兰主教座堂的建造始於1386年，而于1965年最后一扇铜门就位後才正式完工。历经五个多世纪才完工，因此，它的建筑风格包含了哥特式、新古典式和新哥特式。

## 建筑风格
使用白大理石的教堂建筑风格十分独特，上半部分是哥特式的尖塔，据统计共135座，最高的尖塔高达108.5米，顶端有一尊4.2米的圣母玛利亚像，上镀黄金。下半部分是典型的巴洛克式风格，从上而下满饰雕塑，极尽繁复精美，是文艺复兴时期具有代表性的建筑物。

## 外部連結
- Official Website （页面存档备份，存于）
- Photos and details （页面存档备份，存于）
- Duomo in Google Maps （页面存档备份，存于）
- Virtual model of Piazza del Duomo （页面存档备份，存于）
- Interactive Panorama: Milan Cathedral (roof)
- Corpus of architectural drawings of the Cathedral of Milan research project by Politecnico di Milano